# 康斯坦丁尼夫卡 (五一村市鎮)
46°59′13″N 32°18′45″E / 46.98694°N 32.31250°E
康斯坦丁尼夫卡（羅馬化：Kostiantynivka）是烏克蘭南部尼古拉耶夫州尼古拉耶夫區五一村市鎮的村莊。該村始建於1890年，面積0.15平方公里，海拔高度54米，2001年人口415，人口密度每平方公里2,766.7人。